# Billie Yorke
Billie Yorke (Rawalpindi, 19 dicembre 1910 – 9 dicembre 2000) è stata una tennista britannica.

## Biografia
Vinse il doppio all'Open di Francia per tre edizioni consecutive tutte con la compagna Simonne Mathieu, nel 1936 vinse la coppia Susan Noel e Jadwiga Jędrzejowska con 2-6, 6-4, 6-4. Nel 1937 vinse in finale il duo composto da Dorothy Andrus e Sylvie Jung Henrotin con 3-6, 6-2, 6-2 e l'anno successivo Arlette Halff e Nelly Landry per 6-3, 6-3.
Nel 1937 vinse anche il doppio al Torneo di Wimbledon sempre in coppia con Simonne Mathieu vincendo in finale Phyllis King e Elsie Goldsack Pitman per 6-3, 6-3. L'anno successivo la stessa coppia perse in finale contro Sarah Fabyan e Alice Marble.